# Euploea formavarina
Euploea formavarina är en fjärilsart som beskrevs av Hans Fruhstorfer 1910. Euploea formavarina ingår i släktet Euploea och familjen praktfjärilar. Inga underarter finns listade i Catalogue of Life.